# Nátrium-citrát
A nátrium-citrát a citromsav nátriummal alkotott sója, melynek képlete Na3C6H5O7. Kissé sós-savanyú íze van, csakúgy mint a citromsav néhány, más alkálifémmel, és alkáliföldfémmel alkotott sójának. Élelmiszerekben elsősorban tartósítószerként és ízanyagként alkalmazzák.

## Felhasználási területei
- Élelmiszer-adalékanyag (E331).
- A nátrium-citrát igen széles körben alkalmazott ízesítőszer az üdítőitalok és az energiaitalok (pl. Red Bull) esetében.
- Infúziós vérkészítményekben adagolva gátolja a véralvadást (anticoagulans), mivel a citromsavval együtt képes megkötni a kalciumot. Vérplazma készítményben hígítószerként alkalmazott.
- A vizelet pH-értékének beállítására, ezáltal vesekő (pl. urátkő) oldására citromsavval alkalmazva használatos (nephrolyticum).
- Néhány élelmiszer (főként zselatinok) esetében a pH-érték stabilizálására alkalmazzák.
- A napi maximum beviteli mennyisége szájon át 15,0 g, intravénásan 0,7 g.

## Egyéb nátrium-citrátok
Háromféle nátrium-citrát létezik:
- 1: mononátrium-citrát (képlete NaH2(C3H5O(COO)3)
- 2: dinátrium-citrát (képlete: Na2H(C3H5O(COO)3)
- 3: trinátrium-citrát (képlete: Na3C6H5O7)

A nátrium-citrát megjelölés általában a trinátrium-citrátra vonatkozik.